# 热埃昂格莱
热埃昂格莱（法語：Gez-ez-Angles）是法国上比利牛斯省的一个市镇，属于阿尔热莱加佐斯区（Argelès-Gazost）卢尔代东县（Lourdes-Est）。该市镇总面积2.37平方公里，2009年时的人口为20人。

## 人口
热埃昂格莱人口变化图示